# Progiciel de gestion intégré
 (mai 2017).
Si vous disposez d'ouvrages ou d'articles de référence ou si vous connaissez des sites web de qualité traitant du thème abordé ici, merci de compléter l'article en donnant les références utiles à sa vérifiabilité et en les liant à la section « Notes et références ».
Pour les articles homonymes, voir ERP et PGI.

Contenu type d'un progiciel de Gestion Intégré (ERP)

Un progiciel de gestion intégré ou PGI (en anglais, enterprise resource planning system ou ERP system) est un progiciel qui permet « de gérer l'ensemble des processus d'une entreprise en intégrant l'ensemble de ses fonctions, dont la gestion des ressources humaines, la gestion comptable et financière, l'aide à la décision, mais aussi la vente, la distribution, l'approvisionnement et le commerce électronique ».

## Paramètres constitutifs
Le progiciel de gestion intégré n'est pas normalisé et son appellation reste flottante : d'autres dénominations existent : progiciel, progiciel intégré, progiciel applicatif, progiciel applicatif intégré, progiciel de gestion, progiciel de gestion intégrée.
Les deux caractéristiques fondamentales qui caractérisent les logiciels de type PGI sont :
1. Le degré d'intégration ou DI : il définit la capacité à fournir à l'ensemble des acteurs de l'entreprise une image unique, intègre, cohérente et homogène de l'ensemble de l'information dont ils ont besoin pour jouer pleinement leur rôle ;
2. La  couverture opérationnelle ou CO : elle définit la capacité à fédérer l'ensemble des processus de l'entreprise dans chacun des domaines qui la constituent et ce, dans une approche transversale qui optimise sa productivité.

## Historique
L'origine des PGI se trouve dans les méthodes de planification des besoins en composants qui ont été développées dans le cadre d'un impératif d'intégration de plus en plus poussée des fonctions de gestion de l'entreprise. Dans les années 1960, Joseph Orlicky étudie le programme de production de Toyota et conçoit le Material Requirements Planning (MRP). Puis Oliver Wight et George Plossl mettent au point le MRP into manufacturing resource planning (MRP2). D'où une évolution en trois phases :
1. MRP0, en anglais material requirements planning zero (littéralement, « planification des besoins en matières 0 ») : méthode de calcul des besoins matière, mise au point en 1965 ;
2. MRP1, en anglais material requirements planning one : première application industrielle de la gestion intégrée des flux de production, mise au point en 1971 ;
3. MRP2, en anglais manufacturing resources planning two (litt. « planification des ressources pour la fabrication 2 ») : en plus du calcul des besoins nets en matières premières et composants, effectue une planification des lancements en tenant compte des capacités des ressources par période ; mise au point en 1979.

À partir de 1990 environ, la logique introduite par le MRP s'étend progressivement à l'ensemble des fonctions de l'entreprise, pour donner l'« ERP » (E comme entreprise). Cette transition est facilitée par :
- L'état des systèmes d'information dont « les applications de base sont installées dans différents départements (services clients, marketing, ventes, comptabilité, fournisseurs, production, distribution, personnel) et ne permettent pas aux utilisateurs de partager un langage commun. Si des interfaces entre ces différents domaines de l'entreprise ont été mises en place, elles sont rarement en temps réel et les exemples où la même donnée est saisie deux ou trois fois, voire plus, ne sont pas rares. (...) les coûts induits sont inestimables : perte de temps, manque d'efficacité, mauvaise visibilité, mauvais processus décisionnel, duplication d'effort, taux d'erreur élevé. (...) Dysfonctionnements qui se traduisent (...) par un mauvais service client et une perte de compétitivité de l'entreprise »[6].
- « Le développement de logiciel est un domaine (...) encore au stade artisanal où l'approche composant - autrement dit l'approche objet- n'en est encore qu'à ses débuts ». Le développement logiciel dépend fortement de la capacité individuelle du développeur et n'est pas conduit par la recherche systématique du réemploi de ce qui a bien fonctionné dans le passé. « Le composant logiciel (l'objet) n'occupe pas la place qui devrait être la sienne alors qu'une nouvelle industrie logicielle est en train d'émerger qui s'inspire des concepts des ateliers de production des industries manufacturières : recherche, engineering, nomenclature, montage, assemblage, version, pièces détachées, inventaire, réutilisabilité, contrôle qualité »[7].
- Les objets logiciels ne sont pas les seuls éléments à devoir faire l'objet d'une meilleure intégration. Les composants techniques issus de fournisseurs divers et indépendants ne facilitent pas l'intégration : systèmes d'exploitation, protocoles de communication, base de données, Interface Homme/machines, machine serveur et machines client, réseau local et étendu, composants bureautiques et multimédias, etc.
- Enfin, les profondes modifications nécessitées par le passage informatique à l'an 2000 et le passage à l'euro (dans la zone euro), ont fait que les progiciels de gestion intégrés ont été considérés comme une opportunité technique à saisir pour remplacer des systèmes informatiques vieillissants et difficilement convertibles pour des raisons d'obsolescence technique. L'expansion considérable de ces logiciels dans les années 1990 s'explique en grande partie par les améliorations techniques apportées dans la conception et la mise à jour des systèmes d'information, mais aussi par les opportunités conjointes de refonte des organisations ouvertes à cette occasion.

## Enjeux des PGI: une meilleure intégration
Le concept d'un PGI part du constat simple selon lequel l'union fait la force.
- Intégration des composants : « la somme des optima est parfois inférieure à l'optimum de la somme ». En d'autres termes l'intérêt de disposer d'un PGI est que l'apport global d'un PGI (nativement intégré) est toujours supérieur à celui de la somme des apports de chacun des modules (de provenance et de constitution hétérogènes) qui le composent.
- Intégration personnalisable : un PGI peut être orienté en fonction du métier de l'organisation. Véritable cerveau et support organisationnel pivot pour toute l'entreprise, un PGI vise une gestion globale, cohérente et simplifiée.
- Intégration orientée utilisateurs : pour ce faire, le choix d'un logiciel pertinent, son paramétrage pour le faire correspondre à la spécificité de l'activité de l'entreprise, une intégration dans les services et une appropriation réelle par les utilisateurs sont les facteurs-clés de succès. Il est fréquent que la mise en place et le déploiement d'un tel outil nécessite un délai (souvent sous-estimé) ainsi que l'assistance d'un prestataire tiers spécialisé appelé « intégrateur ».

### Industrie
Les PGI industriels trouvent leur origine dans le besoin de planifier la production. On reconnait le PGI industriel à ce qu'il repose sur un module central de type GPAO ou MRP assurant une couverture plus ou moins étendue de fonctionnalités telles que :
- gestion du processus de planification et de l'ordonnancement ;
- suivi de fabrication et de la traçabilité de la fabrication ;
- gestion des stocks, approvisionnements de matières premières, composants ou semi-finis ;
- gestion de la sous-traitance, gestion de la maintenance, gestion de la qualité.

### Services
Les PGI destinés à gérer les activités du tertiaire ne sont pas toujours répertoriés dans la catégorie des PGI. Ils sont néanmoins très nombreux à cibler des secteurs aussi variés que la santé, l'éducation, la distribution, le commerce de détail ou la finance. Avec des modules divers qui vont de la gestion de projet jusqu'à des fonctions métiers très pointues (gestion d'abonnements, cours de formation…). L'offre dans le domaine est moins abondante que pour l'industrie et beaucoup plus éclatée : les éditeurs de PGI ont été précédés sur ce créneau et se trouvent en situation de concurrence forte avec les éditeurs de logiciels GRC/CRM.
On distingue néanmoins deux familles de produits :
- les outils de type PSA (professional service automation) qui s'adressent à des activités de service qui nécessitent une organisation en mode projet : ils sont centrés sur le service des fonctionnalités de gestion de projet et éventuellement sur celles du GRC/CRM, ce qui ne couvre donc pas l'ensemble des fonctions de l'entreprise à la manière d'un PGI.
- les outils de type ESA (enterprise service automation) plus conformes à la définition d'un PGI. Les solutions d'ESA sont en effet capables de servir les fonctions usuelles d'un outil de GRC/CRM, (comme la prise de commande ou l'élaboration d'une proposition commerciale) mais également la plupart des fonctions de gestion administrative d'une entreprise.

## Description
Le principe fondateur d'un PGI est de construire des applications informatiques (gestion des commandes, des stocks, de la paie, de la comptabilité…) :
- de manière modulaire et intégrée au niveau des traitements offerts (les différents modules qui le composent sont indépendants mais parfaitement compatibles entre eux) ;
- de manière rigoureuse et cohérente au niveau des données gérées (partage d'une base de données unique et commune).

Cela comble une lacune importante :
- Dans la situation préexistante aux PGI, des applications sur mesure, d'origine diverse, coexistent tant bien que mal, ne partagent pas ou peu leurs données, et ne sont pas forcément toujours prévues pour travailler simplement et correctement ensemble. Les équipes informatiques ont alors fort à faire pour construire et mettre en place des interfaces ad hoc, dont le fonctionnement pratique peut réserver des surprises.
- La compatibilité entre les modules qui composent les PGI est garantie par leur concepteur : la compatibilité du module achat avec le module stock est garantie, qui est lui-même compatible avec le module gestion de commandes. Les données sont désormais supposées standardisées et partagées, ce qui élimine les saisies multiples et évite (en théorie) l'ambiguïté des données multiples de même nature (exemple : société TRUC, TRUC SA et Sté TRUC…).

L'autre principe qui caractérise un PGI est l'usage systématique de ce qu'on appelle un moteur de workflow (qui n'est pas toujours visible de l'utilisateur), et qui permet, lorsqu'une donnée est entrée dans le système d'information, de la propager et d'offrir des vues logiques pertinentes dans tous les modules du système qui en ont besoin, selon une programmation prédéfinie.
Ainsi, on peut parler de PGI lorsqu'on est en présence d'un système d'information composé de plusieurs applications partageant une seule et même base de données, par l'intermédiaire d'un système automatisé prédéfini éventuellement paramétrable (un moteur de workflow).

### Adaptation au contexte d'entreprise
Le PGI peut rarement être considéré comme un outil livré "clé en main" dans le sens qu'il n'est pas directement utilisable à l'installation. Bien qu'il propose nativement des processus de gestion informatisés qui correspondent à des standards et bonnes pratiques largement répandus il est parfois nécessaire de les adapter aux spécificités de l'organisation de l'entreprise ou de ses processus métier. La dimension standard produit et l'intégration native, qui sont des caractéristiques clés des PGI, ne pourraient pas se concrétiser dans un contexte particulier sans une nécessaire adaptabilité du standard. Pour cette raison les PGI sont plus ou moins paramétrables, c'est-à-dire qu'il est possible d'adapter le comportement du PGI (en particulier des moteurs de workflow mentionnés précédemment) via des valeurs de données gérables soit directement par des utilisateurs métiers qualifiés soit par la direction des systèmes d'information. Les fonctionnalités non couvertes par le standard produit peuvent être intégrées dans une version logicielle existante ou faire partie de la feuille de route de l'éditeur. En dernier recours les sociétés peuvent faire appel à des développements spécifiques pour couvrir les écarts résiduels entre les besoins métier et le standard.

### Structure organisationnelle
La structure est la modélisation dans le PGI du maillage de l'entreprise à tous les niveaux de gestion :
- Maillage juridique et financier : périmètre analytique, holding, sociétés, filiales ;
- Maillage logistique : sites de production, distribution… ;
- Maillages fonctionnels : la plupart des fonctions de l'entreprise (achats, ventes, magasin…) possèdent leur propre structure organisationnelle. Exemple : structure organisationnelle vente comporte une/des organisations commerciales, canaux de distribution, secteurs d'activité, agences commerciales…

La structure organisationnelle est la base d'un PGI, seules les données de définition (exemple : définition du fournisseur comprenant son identifiant, adresse sociale, etc) peuvent être indépendantes de la structure organisationnelle, toutes les données de gestion sont définies à un ou plusieurs niveaux de gestion. De plus la structure organisationnelle conditionne les processus TI d'un PGI. Par exemple la plupart des PGI permettront de gérer des flux de transferts entre deux sites modélisés comme tels dans la structure organisationnelle. De plus si ces deux sites appartiennent à deux sociétés différentes dans cette même structure organisationnelle alors un processus de facturation inter société sera associé au flux de transfert.

### Données
La base de données d'un PGI contient toutes les informations nécessaires à l'entreprise, communes aux différents modules. La première table est la table des produits. Puis selon l'orientation de l'entreprise, contient les nomenclatures, les gammes, les matières premières, les capacités de production, les quantités. D'un autre côté sont gérés les clients ou les fournisseurs, ainsi que leurs commandes ou livraisons, jusqu'aux catalogues des fournisseurs. Un troisième aspect contiendra les stocks, les durées de conservations, les délais d'acheminement des transporteurs. Enfin, mais la liste est loin d'être exhaustive, on trouve presque toujours les tables relatives aux aspects financiers de l'entreprise.
La donnée de base produit est une donnée centrale pour le fonctionnement du PGI. Elle contient un grand nombre de paramétrages niveau utilisateur (par distinction des paramétrages IT) qui conditionnent les traitements du PGI. Ces paramétrages doivent accompagner l'évolution des politiques de gestion des produits ou l'impact de ces politiques sur des conditions de marché changeantes. Ils font par conséquent l'objet d'un suivi et d'une mise à jour récurrente au cours de l'utilisation du PGI.

### Traitements
Bien programmé et sous réserve d'accords préalables, un PGI est également capable de communiquer avec les fournisseurs afin de recommander les matières premières courantes ou avec les transporteurs. Ses échanges se font le plus souvent par messagerie.

## Évaluation de l'emploi des PGI

### Mise en œuvre des PGI
Un projet PGI est un projet de transformation.
Pour qu'un PGI soit un succès il faut une mobilisation complète de l'entreprise.
- La DG ou les directions métiers sont mobilisées dès la phase de choix d'un PGI avec l'élaboration d'un business case qui vise à partager largement dans l'entreprise, les raisons de la mise en place, le périmètre visé et les gains attendus.
- Une phase de sélection permet à l'entreprise de trouver les partenaires qui vont l'accompagner, généralement un éditeur (du PGI), un intégrateur (ou SSII spécialisée) pour la mise en œuvre et parfois un cabinet de conseil pour la refonte des processus et l'accompagnement des changements.
- Les PGI sont mis en place dans les organisations en « mode projet ». La méthodologie utilisée s'appuie sur les démarches et outils de gestion de projets, de gestion des risques et surtout de conduite de changement nécessaire pour les projets de transformation et donc essentielle pour les projets PGI[8].
- La méthodologie de base d'un projet d'implémentation de PGI prévoit les principales phases suivantes : conception générale (recueil des besoins métier, définition des processus SI et identification des écarts avec le standard produit), conception détaillée (définition des fonctionnalités utilisées par processus et règles de gestion), réalisation (paramétrage, conception technique et développements spécifiques), tests d'intégration (tests systèmes permettant à l'intégrateur de s'assurer de la conformité de la solution avec la conception générale + détaillée), recette (tests métier, une population de futurs utilisateurs choisie joue des flux correspondant à l'activité opérationnelle de l'entreprise), mise en production (ou démarrage), support post démarrage.
- Le démarrage du PGI en "Big Bang" (tous les sites sont démarrés en même temps) est rarement mis en œuvre dans les grandes entreprises. En effet :
  - En phase de conception du PGI il est difficile de prendre en compte l'exhaustivité des besoins de chaque site. Les sites ne sont pas forcément tous au même niveau de maturité et la multiplicité des acteurs impliqués pourrait être un frein.
  - La conduite du changement et l'organisation à mettre en œuvre pour le démarrage peuvent se révéler extrêmement lourdes et risquées.
- Au démarrage en "Big Bang" les grandes entreprises préfèrent souvent la démarche de construction de "Core Model" et de "Déploiement" consistant à construire et démarrer une première solution pour un site pilote (le "Core Model") puis à démarrer les autres sites les uns après les autres dans un ordre défini (le "Déploiement"). Un déploiement donne lieu la plupart du temps à une conception en "Gap Analysis" pour identifier les écarts entre les besoins métier du site déployé et le "Core Model" afin de les intégrer dans celui-ci pour le démarrage du site.

### Avantages
Les PGI (opposés aux applications dédiées) présentent plusieurs avantages :

#### Avantages natifs des PGI
- Intégration des processus de gestion, largement exploitée par les entreprises pour optimiser le suivi financier et le contrôle de gestion ;
- Cohérence et homogénéité des informations (un seul fichier articles, un seul fichier clients, etc.) ;
- Intégrité et unicité du Système d'information ;
- Partage du même système d’information facilitant la communication interne et externe ;
- Fiabilité. Une entreprise optant pour un PGI bénéficie généralement d'un outil éprouvé par de nombreuses entreprises de son secteur d'activité et par conséquent en fiabilisation continue au titre de la maintenance éditeur.
- Évolutivité, garantie par la cohérence du modèle de données qui constitue le socle de tous les processus / fonctionnalités SI couverts par le PGI. Le PGI permet une implémentation adaptée et progressive de ces processus / fonctionnalités.
- Rationalisation de l'architecture applicative et technique : diminution du nombre d'outils et par conséquent des interfaces entre ces outils, potentielle diminution ou optimisation des machines et serveurs supportant le système d'information.
- Minimisation des coûts : pas d’interface entre les modules, synchronisation des traitements, maintenance corrective simplifiée car assurée directement par l'éditeur et non plus par le service informatique de l'entreprise (celui-ci garde néanmoins sous sa responsabilité la maintenance évolutive : amélioration des fonctionnalités, évolution des règles de gestion, etc.) ;
- Globalisation de la formation (même logique, même ergonomie) ;
- Diminution du nombre de salariés ayant pour mission principale la saisie comptable (aide-comptable);
- Maîtrise des coûts et des délais de mise en œuvre et de déploiement ;
- Disponibilité et maturité (au niveau coûts, délais, qualité) des prestations de service dédiées au PGI.

#### Opportunités liées à l'implémentation d'un PGI
- Favoriser l'intégration entre les départements, matérialiser la stratégie et les politiques de gestion de l'entreprise dans le système d'information.
- Rapprochement des métiers et de la DSI, appropriation du système d'information par les métiers. Les PGI étant nativement calqués sur les processus métier et flexibles, ils favorisent l'émergence d'une population métier sensibilisée aux aspects techniques du PGI et d'une population DSI sensibilisée à ses aspects métier.
- Étendre l'intégration du système d'information à la chaîne logistique amont et aval (fournisseurs et clients).
- Standardiser les processus SI et déployer les standards sur l'ensemble des organisations de l'entreprise.

Ce dernier point est essentiel et la mise en œuvre d'un PGI dans une entreprise est fréquemment associée à une révision en profondeur de l'organisation des tâches et à une optimisation et standardisation des processus, en s'appuyant sur le « cadre normatif » du PGI.
Les PGI vont pouvoir gérer et prendre en charge :
- plusieurs entités ou organisations tel que l'AH() ;
- plusieurs associations telles que l'OAC (conférence) ;
- plusieurs devises ;
- plusieurs langues pour les utilisateurs et les clients (cas des multinationales) ;
- plusieurs législations ;
- plusieurs plans de comptes ;
- plusieurs axes d'analyse en comptabilité analytique.

NB : L'intérêt de faire l'acquisition d'un PGI, au niveau de la comptabilité, est la création des écritures comptables en temps réel, et en automatique. C'est un outil de productivité car il permet de supprimer les saisies redondantes, et de partager une information plus fiable. L'utilisation d'une base de données unique permet de rassembler l'ensemble des données et d'assurer ainsi une mise à jour constante de ces données. Il peut également être couplé à un site de vente en ligne pour une synchronisation en temps réel des données.

### Inconvénients
Les PGI ne sont cependant pas exempts d'inconvénients :
- La mise en œuvre peut s'avérer complexe si le périmètre fonctionnel est mal déterminé ou trop mouvant ou le projet mal piloté ;
- coût élevé et pouvant rapidement augmenter en fonction de l'industrie et de la complexité du projet. Par exemple, l'entreprise Dow Chemical, spécialisée dans la fabrications de produits chimiques, a dépensé 500 millions de dollars et passé sept ans à implémenter un logiciel PGI qui s'est révélé obsolète avant même de pouvoir être exploité[9]. L'option fonctionnellement riche des solutions de logiciels libres si elle réduit les coûts de licence, ne supprime pas les coûts d'accompagnement et de formation. Le paramètre coût est également fonction de la lourdeur et de la rigidité de mise en œuvre de l'outil qui peuvent être accrues par les difficultés de son appropriation par les utilisateurs. De telles difficultés peuvent même, à terme, conduire à la faillite de l'entreprise concernée. À la fin des années 1990, l'entreprise FoxMeyer Drug Corp a accusé le groupe SAP de l'avoir conduite à la faillite à cause des dépenses engendrées et des difficultés rencontrées par l'implémentation de leur PGI[10].
- périmètre fonctionnel non adapté au besoin réel de l'organisation : le progiciel peut être sur-dimensionné et donc sous-utilisé s'il est plus large que les besoins effectifs de l'organisation, ou au contraire être sous-dimensionné s'il n'est pas capable de couvrir l'ensemble des besoins avérés[11] ;
- nécessité d'une bonne connaissance des processus de l'entreprise (par exemple, une petite commande et une grosse commande nécessitent deux processus différents : il est important de savoir pourquoi, de savoir décrire les différences entre ces deux processus de façon à bien les paramétrer et à adapter le fonctionnement standard du PGI aux besoins de l'entreprise) ;
- captivité vis-à-vis de l'éditeur : le progiciel choisi ne peut pas toujours s'adapter à l'organisation qui s'équipe. Le choix d'une solution devient fortement structurant pour l'entreprise, et, au-delà d'un simple paramétrage, ce sera à l'organisation de s'adapter au progiciel (et non l'inverse). Par ailleurs, l'outil PGI risque d'être extrêmement lourd et couteux à gérer notamment s'il nécessite une maintenance continuelle et s'il rend la moindre adaptation (voire son abandon pour un autre produit) très difficile.

Une offre intégrée apparaît avec des produits d'inspiration bureautique reposant sur les systèmes de gestion de bases de données les plus diffusées du marché : MSSQL, MySQL, Oracle, DB2. Ces produits sont généralement diffusés par des éditeurs spécialisés en Gestion de la Production. Les inconvénients cités ici sont alors moindres.
De plus, l'émergence récente de plusieurs PGI libres permet de minimiser les inconvénients de coût (liés à l'acquisition des licences logicielles), de rigidité et surtout de captivité. L'utilisation de formats ouverts facilite également les échanges de données, en interne et vers l'extérieur.
Pour finir, la pérennité de l'éditeur est un élément majeur à vérifier avant de s'engager dans un projet PGI. Le vrai coût est celui du temps passé en interne, plus que celui de l'achat des licences. La validité du modèle économique du partenaire retenu, dans le temps, est un critère fondamental. Quel que soit le produit retenu, à méthode de travail égale et périmètre fonctionnel identique, les coûts ne sont pas forcément très éloignés d'une société à l'autre quand on compare les acteurs historiques qui durent dans cet environnement très concurrentiel.

### Bilan de l'apport
Les progiciels de gestion intégrés ont permis à beaucoup d'entreprises d'accéder à une meilleure maîtrise de leurs activités :
- Une partie de leur essor s'explique par l'évolution nécessaire des systèmes d'information pour le passage à l'an 2000 puis pour la mise en place de l'euro. En effet, nombre d'entreprises ont estimé préférable de remplacer un ensemble disparate et non homogène de logiciels par un progiciel intégré à la pointe de la technologie plutôt que d'engager des corrections des programmes existants plus ou moins anciens.
- Si cette démarche a parfois donné lieu à des démarrages dans l'urgence, l’enjeu de la mise en place d'un PGI aujourd'hui n'est plus de passer l'an 2000, mais d'optimiser la gestion des flux logistiques et financiers de l'entreprise. Le paradigme sur lequel ils se basent repose essentiellement sur une optimisation de l'utilisation des ressources, qu'elles soient humaines ou matérielles. Le PGI induit donc une orientation stratégique vers la réduction des coûts comme vecteur essentiel de la création de valeur donc de la croissance de l'entreprise. Ce modèle est critiqué depuis le début des années 1990 car il met l'entreprise (et éventuellement ses fournisseurs) au centre de l'attention, au détriment du client.

Les principaux éditeurs de PGI sont regroupés au sein d'associations comme la BASDA Business Application Software Developers Association.

## Avenir des PGI
Les grands PGI proposent à leurs utilisateurs une vaste couverture fonctionnelle. Mais la richesse de cette offre se heurte rapidement à certaines limites :
- Aucun PGI ne peut prétendre correspondre parfaitement à tous les métiers ou activités. Une fois sorti de leur cœur de métier, les PGI peinent à offrir certaines fonctions (sauf à les traiter de manière plus complexe, voire moyenne). Les logiciels couvrant des fonctionnalités de niche demeurent concurrentiels.
- L'intégration technique des traitements et des données arrive à un niveau de complexité à la limite du gérable (une correction pouvant avoir des impacts sur tout un ensemble de fonctions, avec souvent des corrections prérequises, corequises et sous-requises). La plupart de ces progiciels ont désormais un module destiné à la gestion de ces corrections (le module qui gère les modules).
- Les exigences du marché ou de la réglementation sont constamment renouvelées et les principaux éditeurs de PGI doivent en permanence s'efforcer d'intégrer ou de mettre à jour les fonctionnalités nouvellement requises comme la gestion de la relation client, la gestion des risques, le développement durable.
- Les besoins des entreprises en matière de solutions informatiques ont considérablement évolué : collaboration croissante (interne mais aussi externe avec les partenaires), dématérialisation accrue touchant tous les métiers, mobilité et nomadisme des collaborateurs, contraintes économiques, environnement légal et réglementaire toujours plus strict… Parallèlement, les outils de gestion tels que les PGI jusqu’alors déployés par les entreprises s’avèrent parfois contraignants et inadaptés à ce nouveau contexte et leur évolution est inévitable[12].
- Le développement du Cloud Computing qui demande aux éditeurs une adaptation de leur progiciels pour qu'ils soient accessibles en ligne sur Internet via des plateformes mutualisées (« multitenants »), facturées mensuellement au nombre d'utilisateurs et non via une licence élevée la première année et un coût mensuel récurrent (15-20 % selon les éditeurs)[8].

En conséquence, un virage fonctionnel et technique est en passe d'être pris avec la faculté de distribuer des fonctions plus spécifiques et/ou plus avancées sous la forme d'applications indépendantes techniquement et interfacées avec le noyau du PGI. Cet agencement est édifié selon une architecture de type Intégration d'applications d'entreprise (IAE). Cette articulation fait que l'usager dispose en même temps :
- de fonctionnalités capables de gérer toute la profondeur du métier ;
- d'une large panoplie d'applications couvrant l'essentiel de ses besoins de gestion.

Parmi les applications spécialisées souvent requises par les utilisateurs, on peut citer la gestion :
- des entrepôts (IMS ou WMS) ;
- des ateliers (MES) ;
- des laboratoires (LIMS) ;
- de la relation client (CRM) ;
- de la chaîne logistique (SCM) ;
- de la maintenance (GMAO) ;
- des approvisionnements (e-procurement).

Si la démarche est aujourd’hui au stade embryonnaire, tant au niveau de la performance des architectures techniques que des méthodes de construction fonctionnelle, l’évolution de la structure technique des progiciels est clairement engagée et s'accélère. On trouve notamment des solutions plus globales nommées application d'entreprise (PGI, SCM, CRM, LPM, SRM, Sidetrade…) et des PGI basés sur une plateforme d'entreprise[Quoi ?] comportant une architecture orienté services comptant notamment un système de gestion des processus d'affaires (BPMS) autorisant beaucoup de flexibilité et la réponse aux besoins métier.